# علامت Q پوکهمر
در ریاضیات و در شاخه ترکیبیات، علامت q-پوکهامر (به انگلیسی: q-Pochhammer symbol)، که به آن q-فاکتوریل جابجا شده نیز می‌گویند، یک ق-آنالوگ از علامت پوکهامر است. این نماد یک بلوک اصلی در ساختار ق-آنالوگ‌ها به‌شمار می‌رود و در بسیاری از زمینه‌های ریاضیات، از جمله نظریه سری‌های ابرهندسی، نظریه اعداد، و ترکیبیات نقش محوری دارد.
این نماد به صورت زیر تعریف می‌شود:

{\displaystyle (a;q)n=\prod {k=0}^{n-1}(1-aq^{k})=(1-a)(1-aq)(1-aq^{2})\cdots (1-aq^{n-1})}

برای n=0، حاصل ضرب خالی تعریف می‌شود که برابر با 1 است:

{\displaystyle (a;q)_{0}=1}

برخلاف علامت پوکهامر معمولی، علامت q-پوکهامر به یک حاصل‌ضرب نامتناهی نیز تعمیم داده می‌شود که کاربردهای گسترده‌ای دارد:

{\displaystyle (a;q)\infty =\prod {k=0}^{\infty }(1-aq^{k})}

این تابع، یک تابع تحلیلی از q در فضای داخلی یک دیسک واحد (در صفحه مختلط) است و به عنوان یک سری توانی در نظر گرفته می‌شود. حالت خاص زیر، یک تابع مهم و کلیدی در ریاضیات است:

{\displaystyle \phi (q)=(q;q)\infty =\prod {k=1}^{\infty }(1-q^{k})}

این تابع به نام تابع اویلر شناخته می‌شود و در شاخه‌هایی مانند نظریه اعداد، ترکیبیات (به‌ویژه نظریه افراز) و نظریه فرم‌های مدولار کاربرد فراوان دارد.
قضیه‌ها و اتحادها
علامت q-پوکهامر دارای روابط و اتحادهای متعددی است که استفاده از آن را در شاخه‌های مختلف ریاضیات تسهیل می‌کند.
اتصال حاصل‌ضرب متناهی و نامتناهی
حاصل‌ضرب متناهی می‌تواند به صورت حاصل‌ضرب نامتناهی بیان شود که تعریف نماد را به اعداد صحیح منفی n نیز گسترش می‌دهد:

{\displaystyle (a;q)n={\frac {(a;q)\infty }{(aq^{n};q)_{\infty }}}}

بر اساس این رابطه، برای اعداد صحیح نامنفی n می‌توانیم داشته باشیم:

{\displaystyle (a;q)_{-n}={\frac {1}{(aq^{-n};q)n}}=\prod {k=1}^{n}{\frac {1}{(1-a/q^{k})}}}

و همچنین:

{\displaystyle (a;q)_{-n}={\frac {(-q/a)^{n}q^{n(n-1)/2}}{(q/a;q)_{n}}}}

روابط سری
علامت q-پوکهامر بخشی اساسی از ق-سری‌ها است، به‌ویژه در بسط‌های سری نامتناهی زیر که در نظریه توابع مولد (Generating Functions) کاربرد دارند:

{\displaystyle (x;q)\infty =\sum {n=0}^{\infty }{\frac {(-1)^{n}q^{n(n-1)/2}}{(q;q)_{n}}}x^{n}}

و همچنین:

{\displaystyle {\frac {1}{(x;q)\infty }}=\sum {n=0}^{\infty }{\frac {x^{n}}{(q;q)_{n}}}}

این دو فرمول، حالت‌های خاصی از قضیه دو جمله‌ای q-گان (q-binomial theorem) هستند که یک تعمیم از قضیه دو جمله‌ای به شمار می‌رود:

{\displaystyle {\frac {(ax;q)\infty }{(x;q)\infty }}=\sum _{n=0}^{\infty }{\frac {(a;q)_{n}}{(q;q)_{n}}}x^{n}}

اتحاد زیر توسط فردریک کارپِلِویچ به دست آمد که در نظریه فرم‌های مدولار کاربرد دارد:

{\displaystyle {\frac {(q;q){\infty }}{(z;q){\infty }}}=\sum _{n=0}^{\infty }{\frac {(-1)^{n}q^{n(n+1)/2}}{(q;q)_{n}(1-zq^{n})}},\ |z|<1}

منابع

George Gasper and Mizan Rahman, Basic Hypergeometric Series, 2nd Edition, (2004), Encyclopedia of Mathematics and Its Applications, 96, Cambridge University Press, Cambridge. شابک ‎۰−۵۲۱−۸۳۳۵۷−۴.
Roelof Koekoek and Rene F. Swarttouw, The Askey scheme of orthogonal polynomials and its q-analogues, section 0.2.
Exton, H. (1983), q-Hypergeometric Functions and Applications, New York: Halstead Press, Chichester: Ellis Horwood, 1983, شابک ‎۰۸۵۳۱۲۴۹۱۴, شابک ‎۰۴۷۰۲۷۴۵۳۰, شابک ‎۹۷۸−۰۴۷۰۲۷۴۵۳۸
M.A. Olshanetsky and V.B.K. Rogov (1995), The Modified q-Bessel Functions and the q-Bessel-Macdonald Functions, arXiv:q-alg/9509013.
Ramanujan's Lost Notebook: Part I (Pt. 1) ,(2005) Bruce C. Berndt and George E. Andrews,شابک ‎۹۷۸−۰۳۸۷۲۵۵۲۹۳,
شابک ‎۰۳۸۷۲۵۵۲۹X
Ramanujan's Lost Notebook: Part II (Pt. 2) ,(2009) Bruce C. Berndt and George E. Andrews,شابک ‎۹۷۸−۰۳۸۷۷۷۷۶۵۸,
شابک ‎۰۳۸۷۷۷۷۶۵۲
G. H. Hardy and E. M. Wright, An Introduction to the Theory of Numbers, Oxford University Press, 2008,شابک ‎۹۷۸−۰۱۹۹۲۱۹۸۶۵,شابک ‎۹۷۸۰۱۹۹۲۱۹۸۶۵.